# Wiradhuri-talen
De Wiradhuri-talen vormen een kleine subgroep binnen de Pama-Nyungaanse talen. Ze worden gesproken in New South Wales. De Wiradhuri-subgroep omvat vier afzonderlijke talen:
- Kamilaroi
- Wiradhuri-Ngiyambaa
  - Wiradhuri
  - Ngiyambaa

Geen van deze talen heeft tegenwoordig meer dan 15 moedertaalsprekers. Het Wiradhuri is vermoedelijk al uitgestorven.
| Wiradhuric  | Wiradhuric        | Wiradhuric | Niet-Wiradhuric |                 |
| Wiradhuri   | Ngiyambaa         | Gamilaraay | Baagandji       |                 |
| ----------- | ----------------- | ---------- | --------------- | --------------- |
| ngandhi     | ngandi-           | ngaana     | wintyika        | wie?            |
| minyang     | minja-            | minya      | minha           | wat?            |
| ngadhu      | ngadhu            | ngaya      | ngathu          | Ik              |
| ngali       | ngalii            | ngali      | ngali           | wij tweeën      |
| ngiyanhi    | ngiyanu / ngiyani | ngiyaani   | ngina           | wij (meerv.)    |
| ngindhu     | ngindu            | nginda     | ngintu          | jij, je         |
| ngindhubula | ngindubula        | ngindaali  | ngupa           | jullie tweeën   |
| ngindhugir  | ngindugal         | ngindaay   | ngurta          | jullie (meerv.) |